# NGC 3298
NGC 3298 је елиптична галаксија у сазвежђу Велики медвед која се налази на NGC листи објеката дубоког неба.
Деклинација објекта је + 50° 7' 13" а ректасцензија 10h 37m 12,2s. Привидна величина (магнитуда) објекта NGC 3298 износи 14,0 а фотографска магнитуда 15,0. NGC 3298 је још познат и под ознакама MCG 8-19-43, CGCG 241-1, CGCG 240-65, PGC 31529.